# Interstate 91 (Massachusetts)
Cet article traite d'une section intra-État de l'autoroute. Pour l'article traitant de l’autoroute au complet, référez-vous à Interstate 91.
L'interstate 91 au Massachusetts est un segment de l'Interstate 91, une autoroute inter-États située dans le nord-est des États-Unis. L'I-91 est la plus longue autoroute de la Nouvelle-Angleterre, reliant les États du Connecticut, du Massachusetts et du Vermont dans un axe nord/sud. Elle mesure au total un peu moins de 500 kilomètres (310 miles).
Dans sa section au Massachusetts, elle suit la vallée du fleuve Connecticut en traversant surtout une zone urbanisé dans la moitié sud de l'État (la ville de Springfield entre autres) et une zone plus forestière et vallonnée au nord, l'I-91 qui fait son entrée dans les Appalaches. Elle mesure 88,35 kilomètres dans l'État (54,50 miles), la distance la plus courte parcourue par l'Interstate 91 dans un État.

## Tracé
L'extrémité sud de l'I-91 au Massachusetts se situe à la frontière avec le Connecticut. La ville de Sherwood Manor se trouve de l'autre côté de la frontière, tandis que la ville de Hartford est située 25 miles au sud, et New Haven, 55 miles au sud.
En direction Nord, on entre dans le Massachusetts dans le secteur de Longmeadow, entre la frontière et la sortie 2. Après la sortie 2, elle entre dans le territoire de Springfield, la plus grande ville de la région et la 3e plus grande de l'État après la grande agglomération de Boston et Worcester. Dans sa traversée de Springfield, entre les sorties 3 et 10, elle suit de très près la rive droite (Est) du fleuve Connecticut en passant à l'ouest du centre-ville entre les sorties 4 et 8. Elle croise de nombreuses sections autoroutières dans cette section, soit la route 157 et l'interstate 291. À la hauteur de la sortie 12, elle entre brièvement dans Chicopee pour croiser l'Interstate 391, où l'Interstate 91 courbe vers l'ouest à 90° pour traverser le fleuve et entrer dans West Springfield après le pont. Peu après son entrée dans West Springfield, elle revient vers le nord en croisant, à la sortie 14, l'Interstate 90, la principale autoroute ouest-est du Massachusetts. Cette autoroute est à péage, est nommée le Massachusetts Turnpike (Mass Pike), et permet l'accès à toutes les grandes villes du Massachusetts. 
Après l'échangeur, elle continue de suivre la rive ouest du fleuve en traversant Holyoke, Northampton et North Hatfield. Elle passe ensuite dans un territoire moins peuplé à la moitié de son parcours dans l'état, près de North Hatfield.
Elle monte par la suite les montagnes Appalaches pour le reste de son parcours dans l'État, en passant près de South Deerfield et Greenfield, à la hauteur de la sortie 26 et 27. 10 miles au nord, elle croise la frontière avec le Vermont vers Brattleboro,.

## Disposition des voies

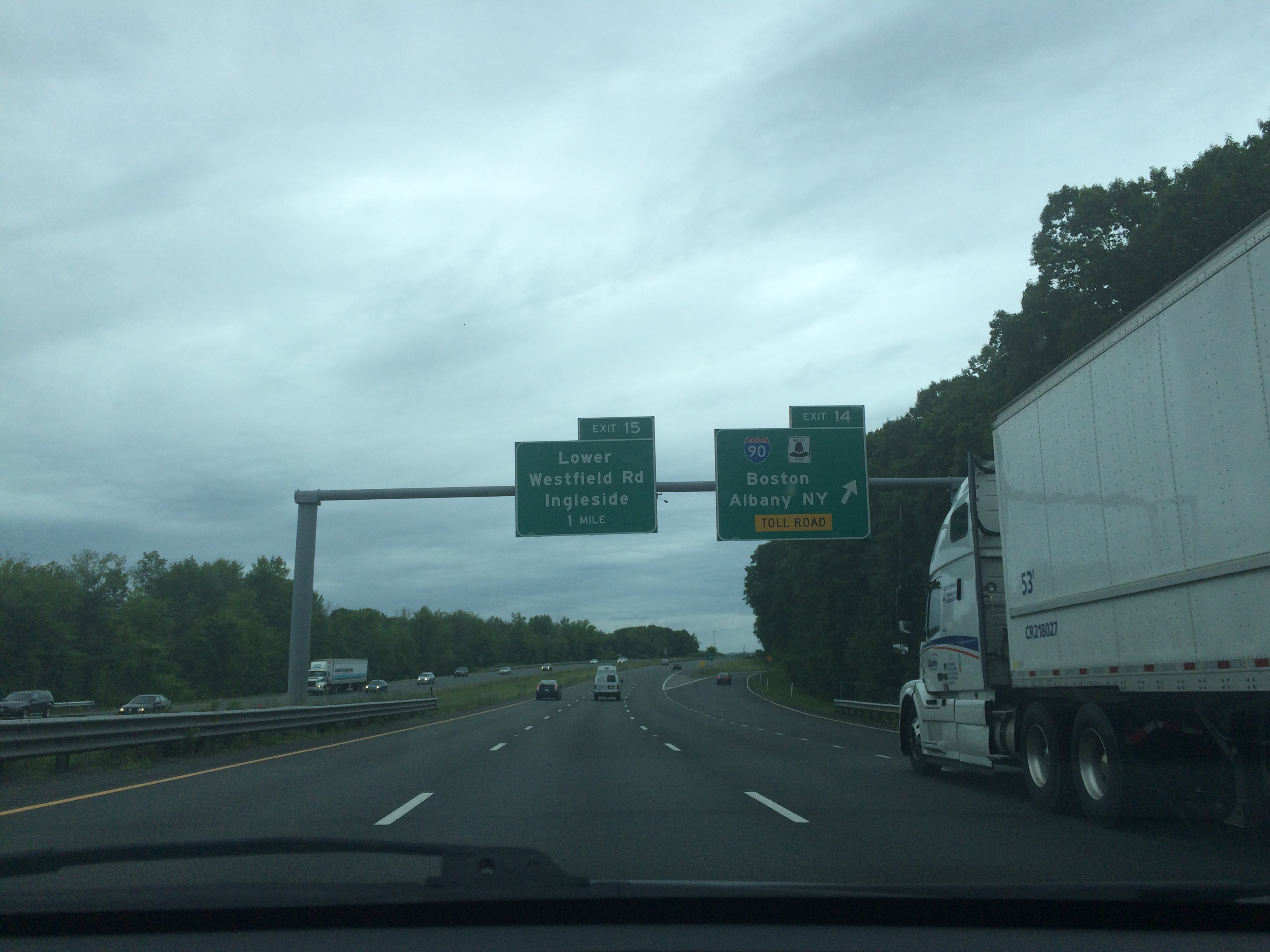
L'interstate 91 direction Nord, à la jonction avec l'Interstate 90 (Massachusetts Turnpike), près de Holyoke.

Entre la frontière du Connecticut et le centre-ville de Springfield, elle possède 6 voies (3-3), puis devient une autoroute à 8 voies (4-4) au nord du centre-ville, entre les interstates 291 et 391. Par la suite, entre ce point et Holyoke, en passant par West Springfield, elle est une autoroute à 6 voies (3-3), puis jusqu'au Vermont, elle est une autoroute typique à 4 voies (2-2),le territoire étant beaucoup moins urbanisé.

## Limite de vitesse
La limite de vitesse maximale dans l'État est de 65 mph (105 km/h), comme dans tous les États que l'I-91 traverse, sauf dans Springfield, où elle descend à 55 mph (88 km/h) dû au débit élevé de circulation.

## Liste des villes traversées
- Longmeadow
- Springfield
- Chicopee
- West Springfield
- Holyoke
- Northampton
- West Hatfield
- North Hatfield
- Whately
- South Deerfield
- Deerfield
- Greenfield
- Bernardston
- North Bernardston

## Liste des échangeurs
En 2021, le gouvernement du Massachusetts décida de changer les numéros de sortie, transitant des numéros séquentiels aux numéros basés sur le milage parcouru par la route.
| Liste des échangeurs de l’Interstate 91 au Massachusetts  | Liste des échangeurs de l’Interstate 91 au Massachusetts | Liste des échangeurs de l’Interstate 91 au Massachusetts | Liste des échangeurs de l’Interstate 91 au Massachusetts | Liste des échangeurs de l’Interstate 91 au Massachusetts | Liste des échangeurs de l’Interstate 91 au Massachusetts             | Liste des échangeurs de l’Interstate 91 au Massachusetts                                                                |                                 |
| Emplacement                                               | Mile                                                     | km                                                       | Ancien #                                                 | Nouveau #                                                | Intersection / Destinations                                          | Notes |                                 |
| --------------------------------------------------------- | -------------------------------------------------------- | -------------------------------------------------------- | -------------------------------------------------------- | -------------------------------------------------------- | -------------------------------------------------------------------- | --- | ------------------------------- |
| Frontière Connecticut-Massachusetts                       | 0,00                                                     | 0,00                                                     | I-91 sud – New Haven (CT), Hartford (CT)                 | I-91 sud – New Haven (CT), Hartford (CT)                 | I-91 sud – New Haven (CT), Hartford (CT)                             | Extrémité sud de l'interstate 91 au Massachusetts                                                                       |                                 |
| Springfield                                               | 3,84                                                     | 6,18                                                     | 1                                                        | 1                                                        | US-5 sud – Longmeadow                                                | Début du chevauchement avec la US-5; Entrée direction nord et sortie direction sud seulement                            |                                 |
| Springfield                                               | 3,69                                                     | 5,95                                                     | 2                                                        | 2                                                        | MA-83 sud – East Longmeadow, Forest Park                             | Aucune sortie direction sud                                                                                             |                                 |
| Springfield                                               | 4,14                                                     | 6,67                                                     | 3                                                        | 3                                                        | US-5 nord, vers MA-57 (E. Columbus Ave.) – West Springfield, Agawam  | Fin du chevauchement avec la US-5                                                                                       |                                 |
| Springfield                                               | 4,56-4,72                                                | 7,35-7,60                                                | 45                                                       | 4                                                        | MA-83 (Broad St., Main St.) – East Longmeadow                        | |                                 |
| Springfield                                               | 5,25                                                     | 8,45                                                     | 6                                                        | 5                                                        | Union St., MGM Way – Springfield Centre-Ville                        | |                                 |
| Springfield                                               | 5,99                                                     | 9,64                                                     | 7                                                        | 5B                                                       | Hall of Fame Ave.                                                    | Sortie direction sud et entrée direction nord seulement                                                                 |                                 |
| Springfield                                               | 6,30                                                     | 10,13                                                    | 8                                                        | 66B                                                      | I-291 nord, vers I-90 est – Ludlow, Boston                           | Sortie 6B direction sud                                                                                                 |                                 |
| Springfield                                               | 6,68                                                     | 10,75                                                    | 9                                                        | 7AB                                                      | US-20 ouest, MA-20A est – West Springfield                           | Aucune sortie direction sud; Aucune entrée direction sud de la MA-20; Signalisée 7A direction est et 7B direction ouest |                                 |
| Springfield                                               | 7,18-7,48                                                | 11,55-12,04                                              | 1011                                                     | 8                                                        | US-20 ouest, MA-116 (Main St., Birnie St.) – West Springfield        | Aucune entrée direction nord                                                                                            |                                 |
| Chicopee                                                  | 8,29                                                     | 13,34                                                    | 12                                                       | 9                                                        | I-391 nord – Chicopee                                                | |                                 |
| Chicopee                                                  | ~8,4-8,6                                                 | ~13,5-13,8                                               | Traversée du fleuve Connecticut                          | Traversée du fleuve Connecticut                          | Traversée du fleuve Connecticut                                      | Traversée du fleuve Connecticut                                                                                         | Traversée du fleuve Connecticut |
| West Springfield                                          | 9,18                                                     | 14,77                                                    | 13AB                                                     | 10AB                                                     | US-5 (Riverdale St.)                                                 | |                                 |
| West Springfield                                          | 11,55                                                    | 18,58                                                    | 14                                                       | 11                                                       | I-90 (Massachusetts Turnpike) – Albany NY, Worcester, Boston         | Sortie 45 (anciennement 4) de la I-90                                                                                   |                                 |
| Holyoke                                                   | 12,40                                                    | 19,95                                                    | 15                                                       | 12                                                       | Lower Westfield Rd. – Holyoke Mall, Ingleside                        | Vers US-5 |                                 |
| Holyoke                                                   | 14,22                                                    | 22,88                                                    | 16                                                       | 14                                                       | US-202 – Holyoke Centre, Westfield, South Hadley Falls               | |                                 |
| Holyoke                                                   | 15,19                                                    | 24,44                                                    | 17                                                       | 15AB                                                     | MA-141 – Easthampton                                                 | Sortie numérotée 15A (vers l'est) et 15B (vers l'ouest)                                                                 |                                 |
| Northampton                                               | 22,82                                                    | 36,71                                                    | 18                                                       | 23                                                       | US-5 – Northampton, Easthampton                                      | |                                 |
| Northampton                                               | 24,76                                                    | 39,85                                                    | 19                                                       | 25                                                       | MA-9 Pittsfield, Hadley, Amherst                                     | Sortie direction nord et entrée direction sud seulement                                                                 |                                 |
| Northampton                                               | 26,02                                                    | 41,87                                                    | 20                                                       | 26                                                       | US-5, vers MA-10, MA-9 – Northampton                                 | Sortie direction sud et entrée direction nord seulement                                                                 |                                 |
| Northampton                                               | 27,28                                                    | 43,90                                                    | 21                                                       | 27                                                       | US-5, MA-10 – Hatfield, West Hatfield                                | Accès au Connecticut River Greenway State Park                                                                          |                                 |
| Hatfield                                                  | 29,94                                                    | 48,18                                                    | 22                                                       | 30                                                       | US-5, MA-10 – North Hatfield                                         | Sortie direction nord et entrée direction sud seulement                                                                 |                                 |
| Whately                                                   | 32,31                                                    | 52,00                                                    | 23                                                       | 32                                                       | US-5, MA-10 – North Hatfield                                         | Aucune entrée direction nord                                                                                            |                                 |
| Whately                                                   | 34,71                                                    | 55,86                                                    | 24                                                       | 35                                                       | US-5, MA-10, vers MA-116 – South Deerfield                           | Accès au Magic Wings Butterfly Gardens                                                                                  |                                 |
| Deerfield                                                 | 35,89                                                    | 57,76                                                    | 25                                                       | 36                                                       | MA-116 – Deerfield, Sunderland, Conway                               | Sortie direction sud et entrée direction nord seulement                                                                 |                                 |
| Greenfield                                                | 43,01                                                    | 69,22                                                    | 26                                                       | 43                                                       | MA-2 ouest, MA-2A est – Greenfield Centre, North Adams, Williamstown | Extrémité sud du chevauchement avec la MA-2; Accès au Old Greenfield Village et au Bridge of Flowers                    |                                 |
| Greenfield                                                | 45,75                                                    | 73,63                                                    | 27                                                       | 46                                                       | MA-2 est – Gardner, Fitchburg, Boston                                | Extrémité nord du chevauchement avec la MA-2                                                                            |                                 |
| Bernardston                                               | 50,36                                                    | 81,05                                                    | 28                                                       | 50AB                                                     | MA-10 – Bernardston, North Bernardston                               | Sortie numérotée 50A direction sud et 50B vers le nord                                                                  |                                 |
| Frontière Massachusetts-Vermont                           | 54,90                                                    | 88,35                                                    | I-91 nord – Brattleboro (VT)                             | I-91 nord – Brattleboro (VT)                             | I-91 nord – Brattleboro (VT)                                         | Extrémité nord de l'interstate 91 au Massachusetts                                                                      |                                 |
| - Échangeur Incomplet - Chevauchement - Pont/ Cours d'eau |                                                          |                                                          |                                                          |                                                          |                                                                      | |                                 |